# Adenitis
Adenitis o linfadenitis es un término general usado para la inflamación de una glándula o un ganglio linfático.
Tipos de adenitis:
- Adenitis cervical es una inflamación de un ganglio linfático del cuello.[2]
- Adenitis mesentérica es una inflamación de los ganglios linfáticos del abdomen.[3]
- Adenitis sebácea es una inflamación de las glándulas sebáceas de la piel.[4]
- Adenitis tuberculosa (escrófula) es una infección tuberculosa de la piel del cuello.